# مسجد ويتشيو
مسجد ويتشيو، هو مسجد بني على الطراز المعماري السوداني يقع في المنطقة الغربية العليا في غانا.

## الوصف
صمم المسجد بمزيج من الطرازين المعماريين السوداني والغيني، له دعامات تشبه المساجد السودانية ولم يبق منها إلا برج واحد. كان الجزء الداخلي يحتوي على أعمدة صغيرة ومتباعدة لدعم السقف الطيني المسطح.